# Supercoupe de RDA de football

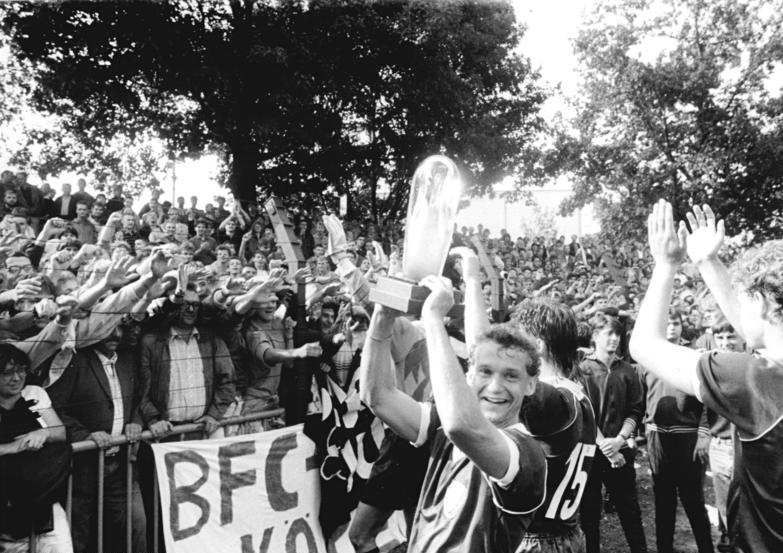
soulève le trophée de la Supercoupe d'Allemagne de l'Est.

La Supercoupe de RDA de football ou DFV-Supercup est une compétition de football organisée par la Fédération d'Allemagne de l'Est de football opposant le champion est-allemand au vainqueur de la coupe.
Cette compétition ne s'est tenue qu'une fois, en 1989. Elle est déjà prévue en 1988, mais reportée à la suite du doublé Coupe-Championnat du club berlinois du BFC Dynamo. Le SG Dynamo Dresde, champion d'Allemagne de l'Est, affronte le BFC Dynamo, vainqueur de la Coupe. Le match se tient le 5 août 1989 au Stadion der Freundschaft à Cottbus devant 22 000 spectateurs.
Les Berlinois dominent la partie et s'imposent sur le score de quatre buts à un.

## Feuille de match
| 5 août 1989 | BFC Dynamo                            | 4 – 1 | SG Dynamo Dresde | Stadion der Freundschaft, Cottbus                                   |                                                                     |
| | Schulz 31e · Doll 62e 75e · Ernst 84e | | 87e Sammer       | Spectateurs : 22 000 Arbitrage : Klaus-Dieter Stenzel (Senftenberg) | Spectateurs : 22 000 Arbitrage : Klaus-Dieter Stenzel (Senftenberg) |
| Bodo Rudwaleit · Burkhard Reich (de) · Waldemar Ksienzyk (de) · Hendrik Herzog (de) · Bernd Schulz · Marco Köller (de) · Jörg Fügner (de) 77e · Rainer Ernst · Heiko Bonan (de) 77e · Thomas Doll · Andreas Thom · Remplaçants : · Jörg Buder 77e · Jörn Lenz (de) 77e · Entraîneur : · Helmut Jäschke | Équipes                               | Ronny Teuber (de) · Frank Lieberam (de) · 46e Andreas Trautmann · Detlef Schößler (de) · Uwe Kirchner (de) · Matthias Döschner (de) · Jörg Stübner (de) · Matthias Sammer · Hans-Uwe Pilz · 56e Torsten Gütschow · Ulf Kirsten · Remplaçants : · 46e Ralf Hauptmann · 56e Uwe Jähnig (de) · Entraîneur : · Eduard Geyer |                  | Spectateurs : 22 000 Arbitrage : Klaus-Dieter Stenzel (Senftenberg) | Spectateurs : 22 000 Arbitrage : Klaus-Dieter Stenzel (Senftenberg) |